# Josep Maria Aloy
Josep Maria Aloy, también conocido por el sobrenombre de Txema o Chema, fue un agente de los servicios secretos de España que se infiltró en la organización terrorista Terra Lliure. Se convirtió en la principal fuente de información del juez Baltasar Garzón, que luego lanzaría una operación que desencadenó la detención de 45 personas, todas ellas vinculadas al independentismo catalán y acusadas de pertenecer a la organización terrorista.

## Biografía
Natural de Manresa, nació en torno a 1953. Estudió en Estados Unidos y, a la vuelta, trabajó en un banco.
En marzo de 1992, participó en la colocación de un explosivo en la estación de tren de San Sadurní de Noya. El artefacto no llegó a estallar, y habría sido Aloy el que proporcionó la información necesaria a la policía para desarticular la operación. Aloy también brindo información y ayuda técnica a Mikel Lejarza, alias Lobo, infiltrado en ETA político-militar. Habría sido el propio Lejarza el que captó a Aloy para infiltrarse en la banda terrorista catalana, con el objetivo de reducir el riesgo de que se cometiera un atentado en los Juegos Olímpicos que se iban a celebrar en la ciudad de Barcelona. Si la ceremonia de inauguración se iba a celebrar el 25 de julio, un mes antes, el 29 de junio, la información brindada por Eloy permitió desactivar varias bombas que Terra Lliure había colocado en varias sucursales bancarias.
En 1991 y 1992, el juez Baltasar Garzón lideró una operación policial en la que se detuvo a más de cuarenta personas por su presunta pertenencia a Terra Lliure. Años más tarde, en el libro Un mundo sin miedo, el juez admitió que había contado con la ayuda de un topo infiltrado en la organización.
No se hizo referencia al nombre de Aloy en ninguno de los juicios contra los militantes de Terra Lliure, lo que hizo sospechar a los otros miembros. Tras cobrar cinco millones de pesetas por sus servicios, se mudó a Brasil, donde trabajó en una empresa de seguridad.